# トリバネチョウ
トリバネチョウ、またはトリバネアゲハはアゲハチョウ科のうち、アカエリトリバネアゲハ属 Trogonoptera、トリバネアゲハ属 Ornithoptera、キシタアゲハ属 Troides の総称。3属に36種が分類されているが、分類には議論の余地があり、さらに属を追加する場合もある。並外れた大きさ、角張った翼、および鳥のような飛行方法から名付けられた。主に東南アジアとオーストラレーシアの熱帯に分布する。
最大のチョウであるアレクサンドラトリバネアゲハ、次いで大きいゴライアストリバネアゲハ、オーストラリア最大のチョウであるケアンズトリバネアゲハ、インド最大のチョウであるミノスキシタアゲハなど、大型の種が含まれる。その他にもマレーシアの国蝶であるアカエリトリバネアゲハなどはよく知られている。
その大きさと鮮やかな色彩のため、収集家の間では人気があるが、現在では全種がワシントン条約の付属書II以上に記載され、国際取引が制限または禁止されている。

## 分類と進化
通例ではジャコウアゲハ族下のアカエリトリバネアゲハ属 Trogonoptera、およびトリバネアゲハ属 Ornithopteraに分類される熱帯性の大型で美麗なチョウ各種を指す。しかし今日では同族下のキシタアゲハ属 Troides まで含めることが多い。これら3属は共通祖先から分化し、それぞれ単系統群である。種以下の分類は意見が分かれており、研究者により属がさらに細分化されたり、1属に含まれる種数も専門家により10-30などと様々な意見がある。
多くの亜種を持つ種も存在し、例えばメガネトリバネアゲハは現在まで膨大な数の亜種が確認されており、どうやらインドネシアの各島ごとに亜種が存在するようである。研究者によってはアカメガネトリバネアゲハなどの近縁種を亜種とする場合もある。
種間で容易に交雑し、野生下でも種間雑種を産する。また飼育家の手により、多数のトリバネアゲハ属とキシタアゲハ属の属間雑種が産まれていることから、両属が進化の系統上で極めて近い関係にあることが示唆されている。トリバネアゲハ属はゴンドワナ大陸の分離に伴って生まれたインドプレートのキシタアゲハ属から進化したと考えられている。

## 分布
一般的に東南アジアからオーストラレーシア北部にかけて分布する。アカエリトリバネアゲハはタイ、マレー半島、ボルネオ島、ナトゥナ諸島、スマトラ島、および周辺の様々な島に分布する。パラワンアカエリトリバネアゲハはフィリピンのパラワン島の固有種である。キシタアゲハ属は東洋区全体に広く分布しているが、パプアキシタアゲハはニューギニア島の東まで見られる。一部の種はインド西部まで見られ、トリバネチョウの中で最も西に分布している。トリバネアゲハ属はオーストラレーシア北部、ウェーバー線の東、モルッカ諸島、ニューギニア、ソロモン諸島、オーストラリア北東部に分布し、インドネシアとニューギニアが分布の中心となる。リッチモンドトリバネアゲハはニューサウスウェールズ州北東部まで分布し、トリバネチョウの分布の南端でもある。キシタアゲハは1995年以降八重山諸島で連続して記録がある。おそらく台湾から迷い込んだ個体と考えられており、トリバネチョウとしては日本国内で唯一の記録である。波照間島では一時的に繁殖までしたこともあったが、近親交配を重ねたことでこの個体群は消滅した模様である。

## 形態

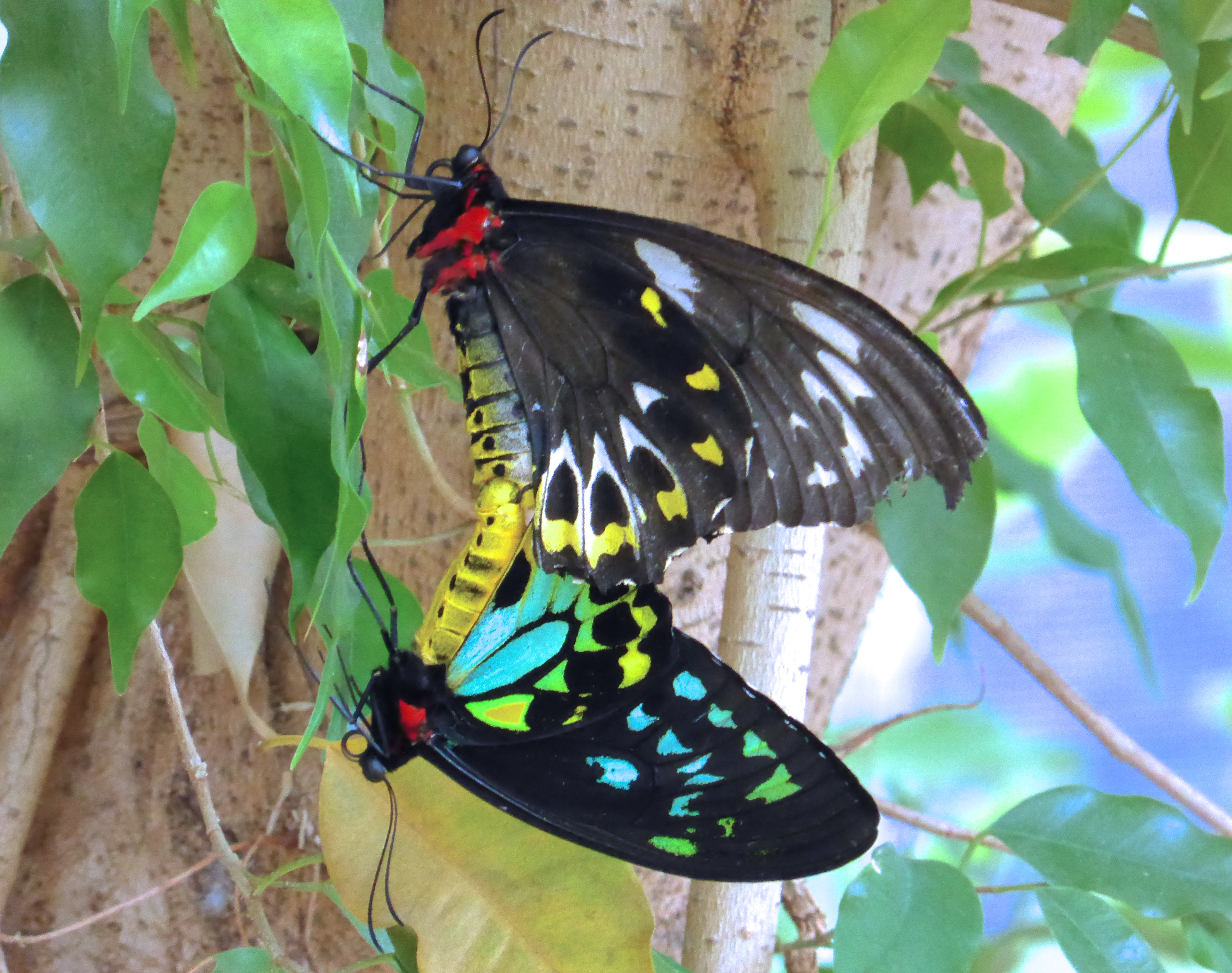
ケアンズトリバネアゲハのつがい(下が雄)。トリバネアゲハ属の例に漏れず性的二形がある。

どの種も例外なく大型のチョウであり、世界最大とされるアレキサンドラトリバネアゲハ Ornithoptera alexandrae になると胴長が最大 76mm 、開翅長は 280mm にもなる。細身の前翅は先端が鋭角状に狭まり、前後翅ともに緑、黄、黒、クリーム色がかった白が載るが、トリバネアゲハ属には稀にオレンジや青といった色を呈する種がいる。どの種もアゲハチョウ科の特徴である後翅の尾状突起を欠く。例外的に、ニューギニア産のヒレオトリバネアゲハとゴクラクトリバネアゲハの2種にはこれがあるが、この2種にしても尾状突起を有するのは雄のみである。
トリバネアゲハ属は性的二形が特に著しく、どの種も雌の方が大型化する。雄は原色をちりばめた派手な翅を持つのに対して、雌の翅は黒と白のモノトーンと地味である。大きな差異がある為、雌雄が別種とされていた時期もある。翅の形もかなり異なり、特にアレキサンドラトリバネアゲハやビクトリアトリバネアゲハ O. victoriae の雄の翅は、前後翅とも紡錘形に近くなる。また雄の後翅が飛翔不可能になるまで小型化したヒレオトリバネアゲハ O. meridionalis のような種もいる。
キシタアゲハ属は性的二形を示すが、トリバネアゲハ属ほど顕著ではない。前翅の表側は漆黒もしくは茶色で、トリバネアゲハ属のような原色はふつう載らない。翅脈に沿った部分はしばしば灰色からクリーム色がかり、後翅のほぼ中央には大きな黄色い紋を呈する部分がある。雌はこの部分が雄に比べて小さく地味になる。フィリピンキシタアゲハ Troides rhadamantus は前翅後方の縁に近い部分の翅脈である臀脈（A2及びA3）上と触角に温度感知器を有していることが判明しており、触角にはそれに加えて空中の湿気を検知する湿度受容器も備わっている。これらは錐状感覚器として知られる。温度感知器は気温の激変に敏感であり、体温調節と太陽光を浴びたときの過熱を阻止していると考えられている。
翅の色はパピリオクローム色素によるものであるが、コウトウキシタアゲハ Troides magellanus とたいへんな稀産種であるブルキシタアゲハ Troides prattorumの2種の翅には見事な構造色が見られることで有名である。この2種を虫体背面後方からごく低い角度で眺めると、両種の後翅にある黄色を示す部分が青緑色の金属光沢を帯び、全体として真珠色に光り輝く。この煌く虹の輝きはモルフォチョウなど、他の構造色を示す蝶の鱗粉に見られる薄片（Lamella、ラメラ）構造ではなく、多層肋骨構造により光が回折して起きる現象であるとされている。
色彩変異個体も存在する。例えばケアンズトリバネアゲハでは、稀に雄の翅の緑色の部分が金色に変化した、じつに見ごたえのある変異個体が得られる。現在まで40個体ほどその例が知られており、やはり変異型の雌から生まれたと考えられている。

## 生態
どの種も熱帯雨林をすみかとする。成虫のエサは林冠に咲く花やランタナなどの地生花の蜜で、これらの植物にとってこのチョウは重要な花粉媒介者でもある。強力な飛翔力を有しており、常に太陽光の当たる場所を求めて高い場所を飛び回っているため、成虫を見る機会は少なく、わずかに森縁部で見かけることができる程度である。

### 繁殖
有性生殖を行い、繁殖形態は卵生である。性決定方式はZW型で、哺乳類や他の多くの昆虫とは異なり、雌が2種類の性染色体を持つ。交尾中、雄は精子と付属物質の両方を含む精液を放出する。これは、雄の体重の最大15％を占めることがある。
通常一夫多妻制で、複数の個体と交尾する傾向にある。雌の選択は配偶者の選択と繁殖の成功に重大な影響を及ぼす可能性がある。トリバネアゲハ属のいくつかの種は、同種の個体と接触できない場合に雑種を作ることが知られている。パプアキシタアゲハの雌は、近くに同種の個体がいない場合、メガネトリバネアゲハなど他の種と交尾することを選択することが知られている。雌は前翅で腹部を覆ったり、地面に落ちたりして交尾に抵抗するが、同種の雄と以前に遭遇したことがない場合、この行動を行う確率が高いという。
雄の飛翔能力が低いヒレオトリバネアゲハを除き、雄が積極的に求愛を行う。メガネトリバネアゲハの雄は雌に注意深く近づき、数分間雌を観察する。その後は雌の20-30cm上の高さでホバリングし、翅を震わせて求愛ダンスを行う。後翅の明るい黄色の模様を見せることがあり、その間に前翅を前方に動かし、腹部と発香鱗の毛の房を露出させる。交尾は雌が羽ばたかなくなったときに試みられる。約30秒間のディスプレイの後、雄は交尾を試みる。
交尾後、雄は交尾栓を生成し、雌の排泄口を密閉する。これにより雌の新たな交尾を防ぎ、新しい精子は侵入できない。この栓は産卵を妨げず、雌の生涯にわたってそのまま残ることもある。

### ライフサイクル
交尾後、雌はすぐに幼虫の食草を探し始める。食草はウマノスズクサ科のウマノスズクサ属である。つる性植物であり、雌はこれらのつる草を見つけるとその葉の先端に1葉あたり1個の割合で球形の卵を産み付ける。
幼虫は大食漢だがあまり移動しないので、小さな群れであっても食草を丸坊主にする。幼虫の過密が原因で、共食いが起きることもある。幼虫の体色は暗赤色から茶色であり、背面には背骨上の突起がある。突起が地色と正反対の目立つ色や、突起間の鞍部が青白い種もある。他のアゲハチョウ科の幼虫と同様に、トリバネチョウの幼虫も臭角と呼ばれる収納可能なヘビの舌のように二叉になった器官を持つ。臭角はテルペン由来の化学物質を分泌し、幼虫が刺激を受けたときなどに放出される。幼虫は有毒であるため、天敵からはあまり好まれない。幼虫の食草であるウマノスズクサ科植物にはアリストロキア酸が含まれており、これはラットに対する発癌性があることで知られる。幼虫は食草に含まれるアリストロキア酸を体内で濃縮して、変態中のみならず成虫になった後もずっと毒として機能させる。
蛹は枯葉もしくは小枝に擬態する。蛹化の直前に、幼虫は食草から離れてさまよい歩くことがある。アレキサンドラトリバネアゲハでは、産卵から羽化までおおよそ4か月かかり、捕食される場合などを除くと成虫になった後も3か月ほど生きる。

## 人間との関係
和名のトリバネ（鳥翅、英名もBirdwingである）は、並外れた大きさと前方に向かって広がる翅、および鳥にも見紛う飛び方に由来する。発見当初、あまりの大きさから鳥と間違われ、散弾銃で撃ち落とされた逸話はつとに有名である。しかし今日ではこの逸話の前段にある「鳥と見まちがえた」云々は虚偽であるとされる。後段の散弾銃を用いた捕獲は事実で、撃ち落されたゴライアストリバネアゲハの雌の標本が大英博物館に現存している。というのも当時、高い林冠部を高速で飛ぶ本種を捕獲するには他に方法がなかったためである。
トリバネアゲハは美しい翅と相当な大きさ、種間、亜種間、果ては個体間の変異の多様さ、入手の困難さなど、まさにコレクションの対象とされるにうってつけの条件を揃えており、高山性のParnassius属（ウスバシロチョウ属）、南米産のAgrias属（ミイロタテハ属）やモルフォチョウとあわせて、チョウの標本コレクション中の白眉とされる。発見当初から数多くのコレクターを抱えており、なかでも欧米の大富豪や貴族たちは、大金を注ぎ込んで互いの標本コレクションを競った。チャールズ・ダーウィンと同時期に進化論を唱えたイギリスの博物学者アルフレッド・ラッセル・ウォレスは、そうした富豪たちの需要に応え、生業としてトリバネチョウの採集人をしていたことがある。2006年7月に台湾人のディーラーがゴライアストリバネアゲハの雌雄同体標本を 28,000 ドルで落札し、これは現時点におけるチョウ標本の世界最高価格である。
雑種の中には非常に珍しいものも存在し、ビクトリアトリバネアゲハとメガネトリバネアゲハ（ウルビレヌス亜種） O. priamus urvilleanus の種間雑種であるブーゲンビルトリバネアゲハ(アロッティトリバネアゲハ)はその稀少性において世界一と言われ、雄標本の価格は1頭につき 4,000 ポンド（7,000ドル、115円/ドルレートで 805,000 円）を超える。野生下で捕獲された数は発見以降全てをあわせても10頭をようやく越える程度である。

### 脅威と保全
アレクサンドラトリバネアゲハを除く全てのトリバネチョウはワシントン条約の付属書IIに掲載されており、条約加盟国では取引が制限されている。飼育下繁殖個体は取引が許可されており、主にパプアニューギニアとインドネシアで飼育されている。ほとんどの種が飼育下で飼育されているが、種によって飼育量に大きな違いがある。例えばブルキシタアゲハは商業養殖されているものの、供給量が少ないため入手が困難である。しかし商業養殖によって珍しい種の入手も可能となり、例えばオビ島特産種のオビメガネトリバネアゲハは、20年以上昔はトリバネアゲハ中の最珍奇種に数えられていたが、現在は商業養殖されている。雑種という事で非常に希少なブーゲンビルトリバネアゲハだが、両親はどちらもブーゲンビル島において普通に見られ、種間で容易に交雑するので商業的にもっとも有望な種であると言われる。
アレクサンドラトリバネアゲハは付属書Iに掲載されており、国際的な取引が禁止されている。2006年のCITESの会議では、持続可能な管理による保全上の利益は取引禁止による利益よりも高い可能性があるため、付属書IIに移動すべきだという意見もあった。IUCNのレッドリストでは、11種が「低危険種」から「絶滅危惧種」までの範囲で評価されている。
今世紀に入って、原産国の近代化に伴う急速な開発で生息地である熱帯雨林が破壊され、個体数が激減している。適切な養殖はこうした生息地の保護に繋がる可能性がある。外来種の影響も受けており、リッチモンドトリバネアゲハは Aristolochia praevenosa を食草としているが、非常によく似た外来種であるパイプカズラは幼虫を殺してしまう。

## 種の一覧
- トリバネアゲハ属 Ornithoptera
  - ビクトリアトリバネアゲハ亜属 Aetheoptera
    - Ornithoptera victoriae - ビクトリアトリバネアゲハ

  - メガネトリバネアゲハ亜属 Ornithoptera
    - Ornithoptera aesacus - オビメガネトリバネアゲハ
    - Ornithoptera croesus - アカメガネトリバネアゲハ
    - Ornithoptera euphorion - ケアンズトリバネアゲハ
    - Ornithoptera priamus - メガネトリバネアゲハ (プリアムストリバネアゲハ)
    - Ornithoptera richmondia - リッチモンドトリバネアゲハ

  - ゴライアストリバネアゲハ亜属 (ゴクラクトリバネアゲハ亜属) Schoenbergia
    - Ornithoptera chimaera - キメラトリバネアゲハ
    - Ornithoptera goliath - ゴライアストリバネアゲハ
    - Ornithoptera meridionalis - ヒレオトリバネアゲハ
    - Ornithoptera paradisea - ゴクラクトリバネアゲハ
    - Ornithoptera rothschildi - ロスチャイルドトリバネアゲハ
    - Ornithoptera tithonus - チトヌストリバネアゲハ

  - アレキサンドラトリバネアゲハ亜属 Straatmana
    - Ornithoptera alexandrae - アレキサンドラトリバネアゲハ

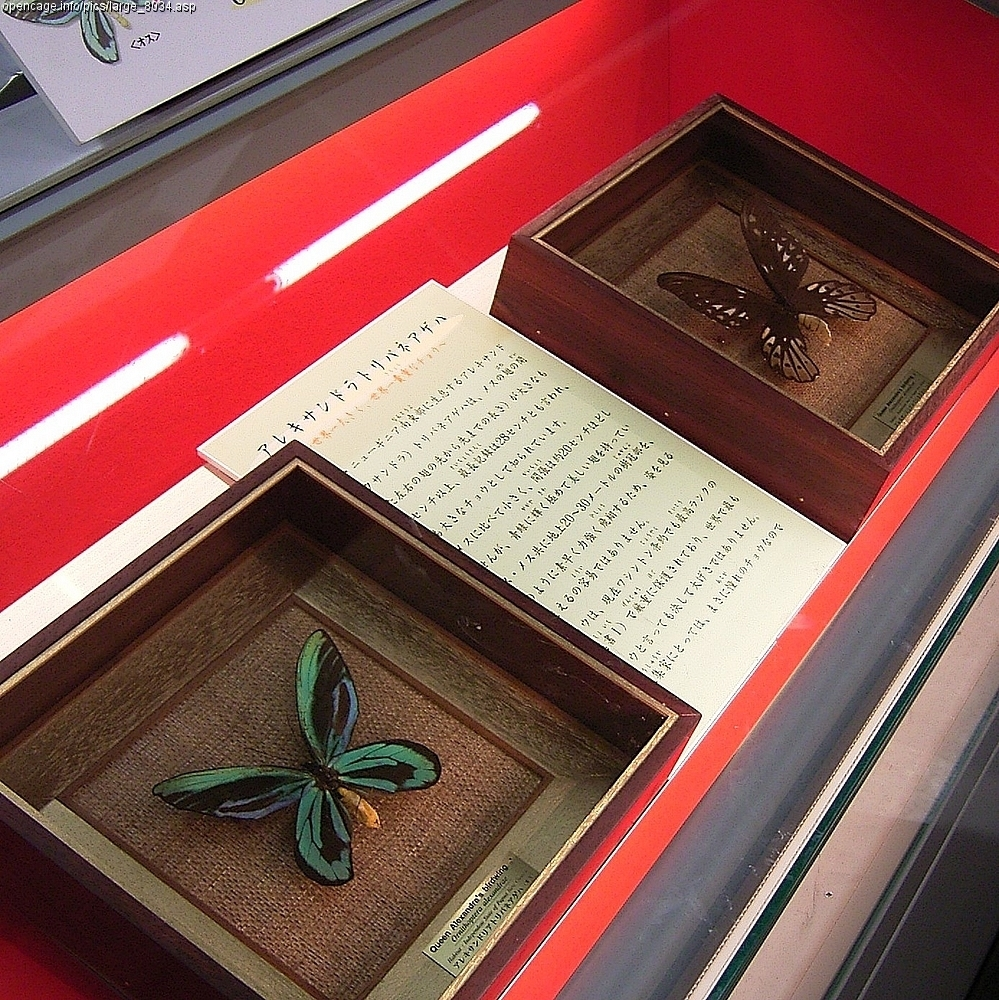
Ornithoptera alexandrae アレキサンドラトリバネアゲハ
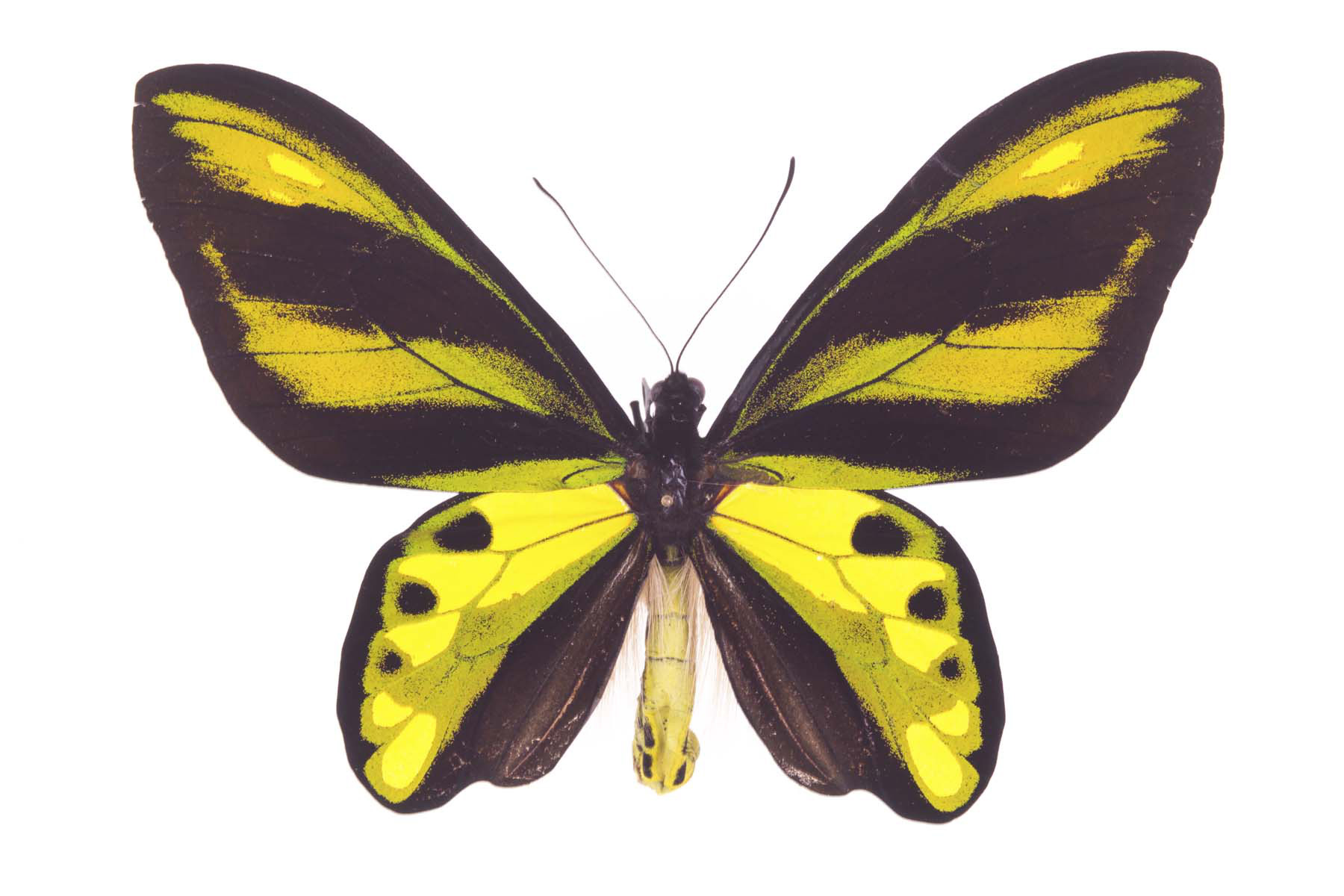
Ornithoptera chimaera キメラトリバネアゲハ♂
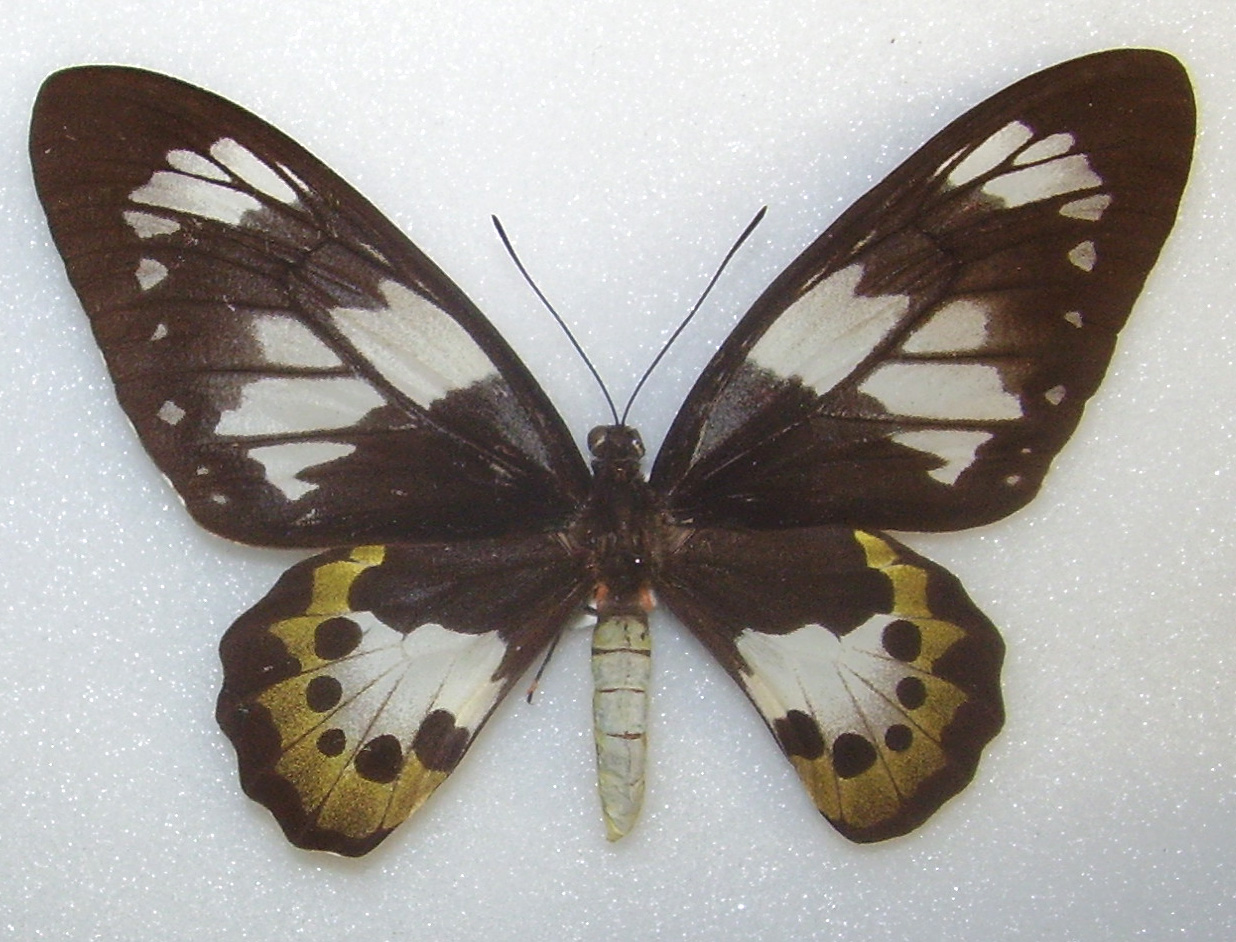
Ornithoptera meridionalis ヒレオトリバネアゲハ♀
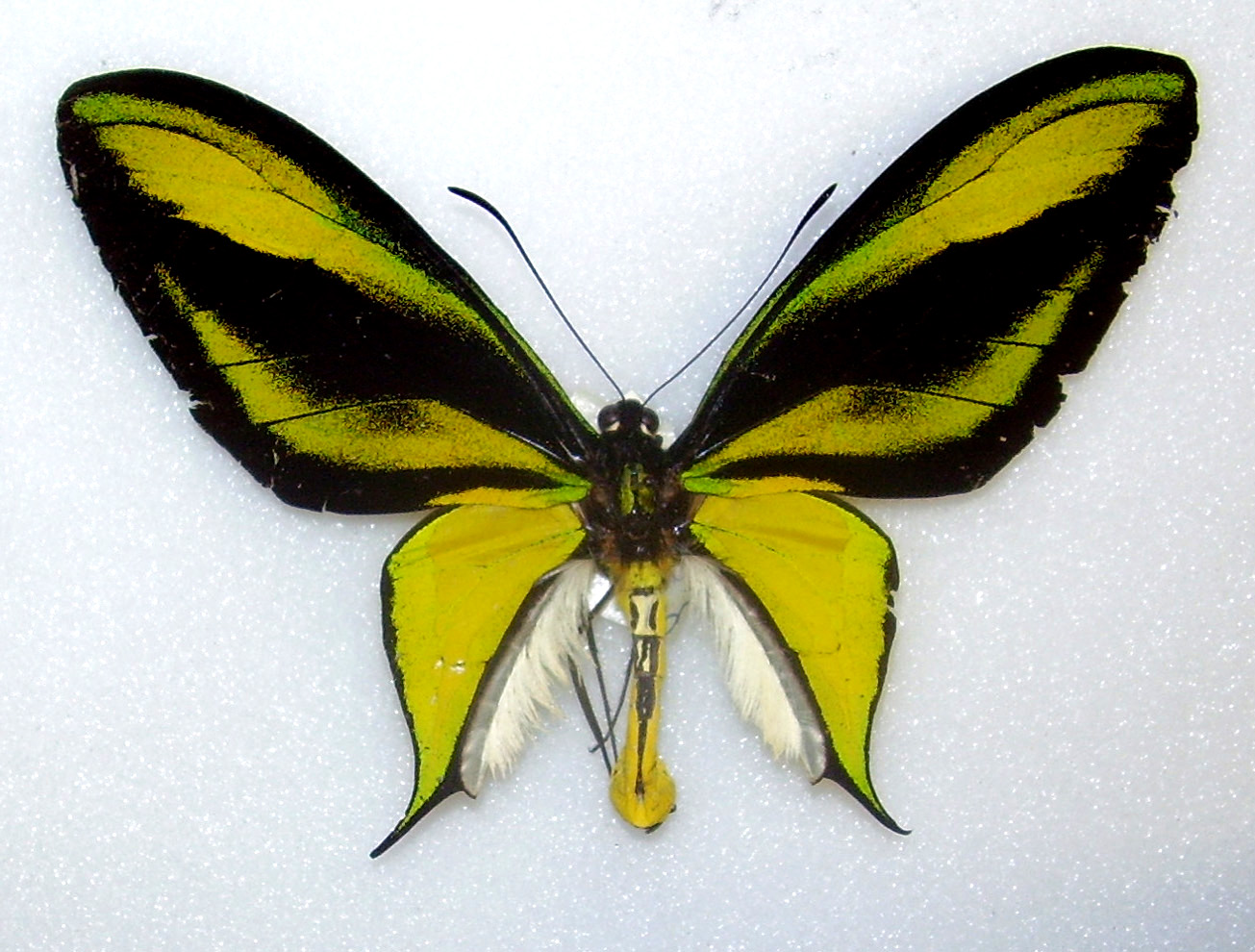
Ornithoptera paradisea ゴクラクトリバネアゲハ♂
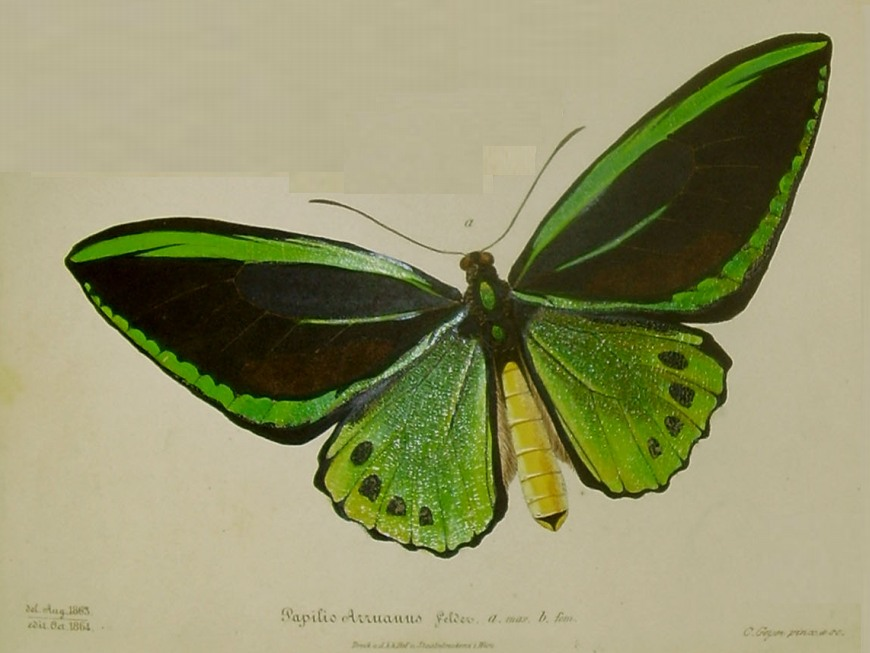
Ornithoptera priamus arruana メガネトリバネアゲハ アルアナ亜種♂
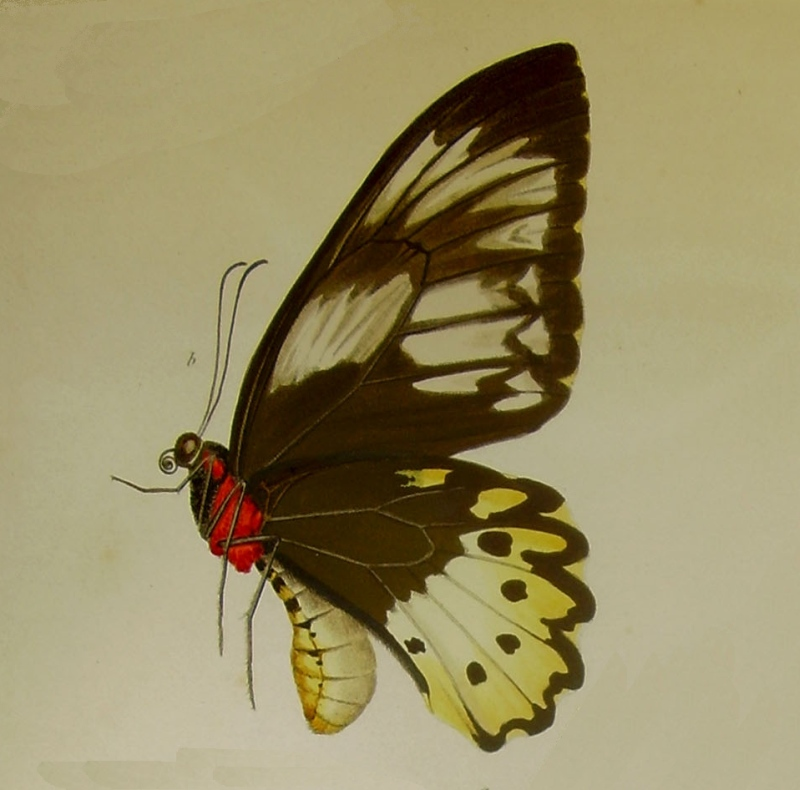
Ornithopter priamus felder 同じくフェルダー亜種♀
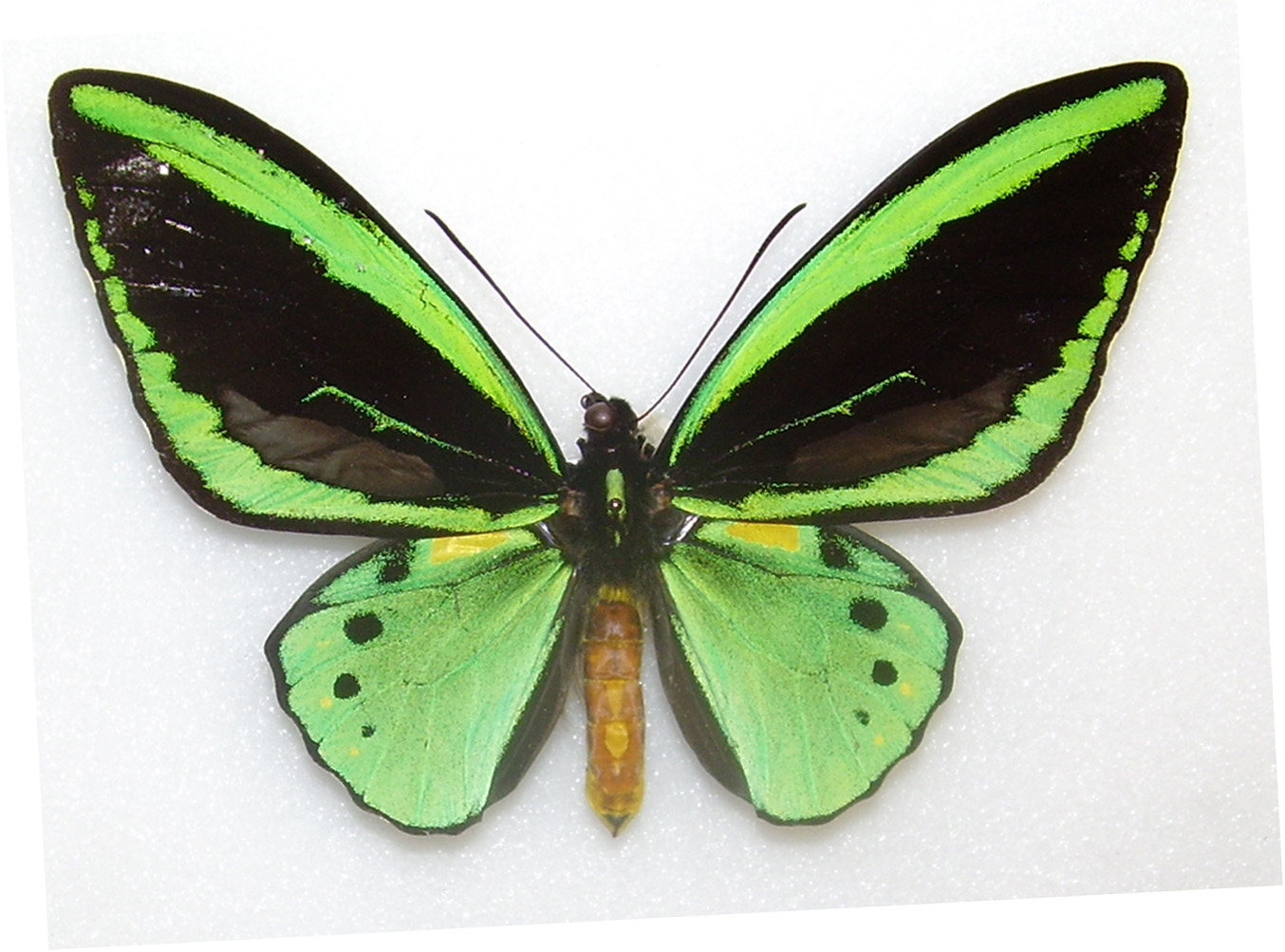
Ornithopter priamus pronomus 同じくプロノムス亜種♂
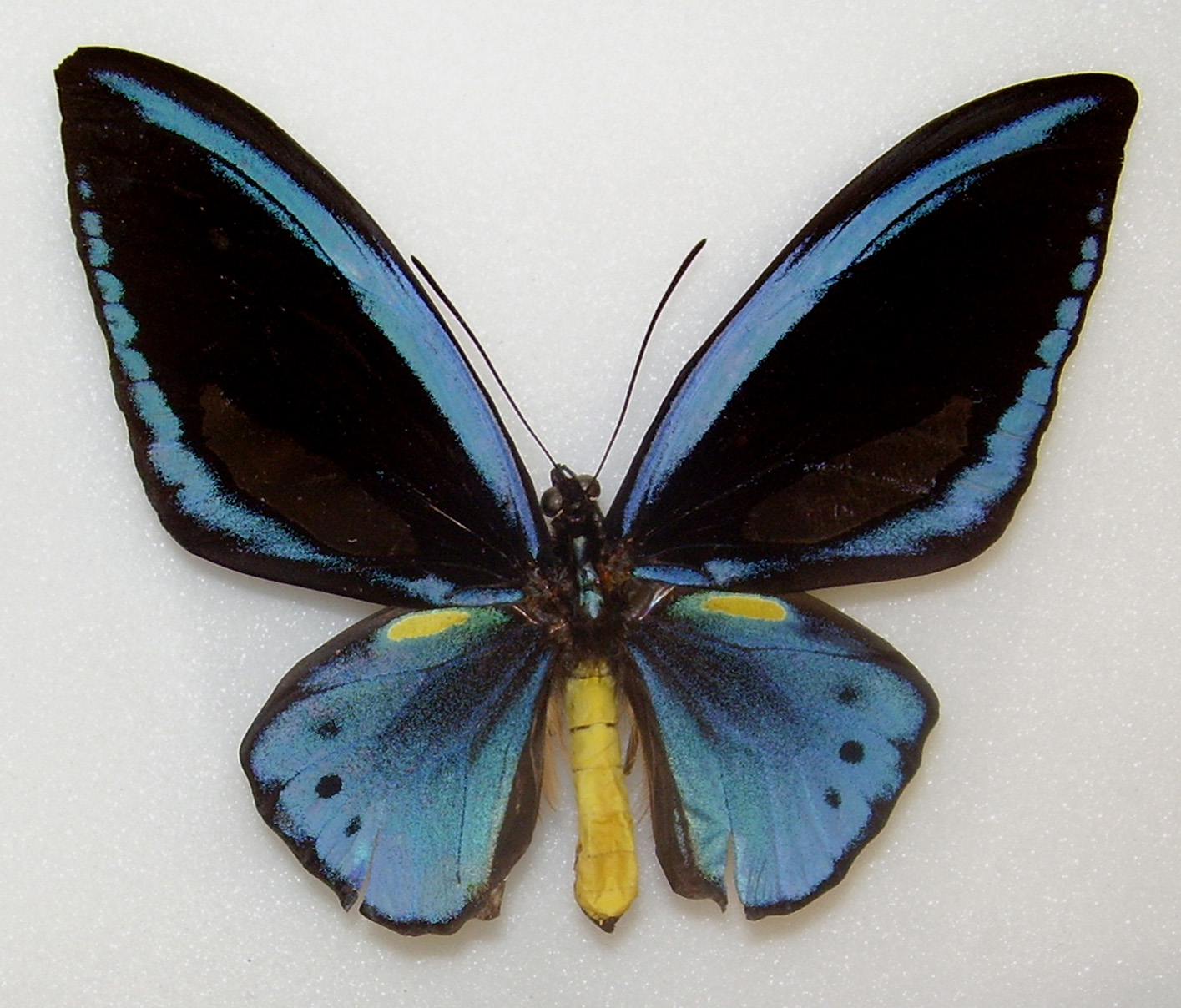
Ornithopter priamus miokensis 同じくミオケンシス亜種♂
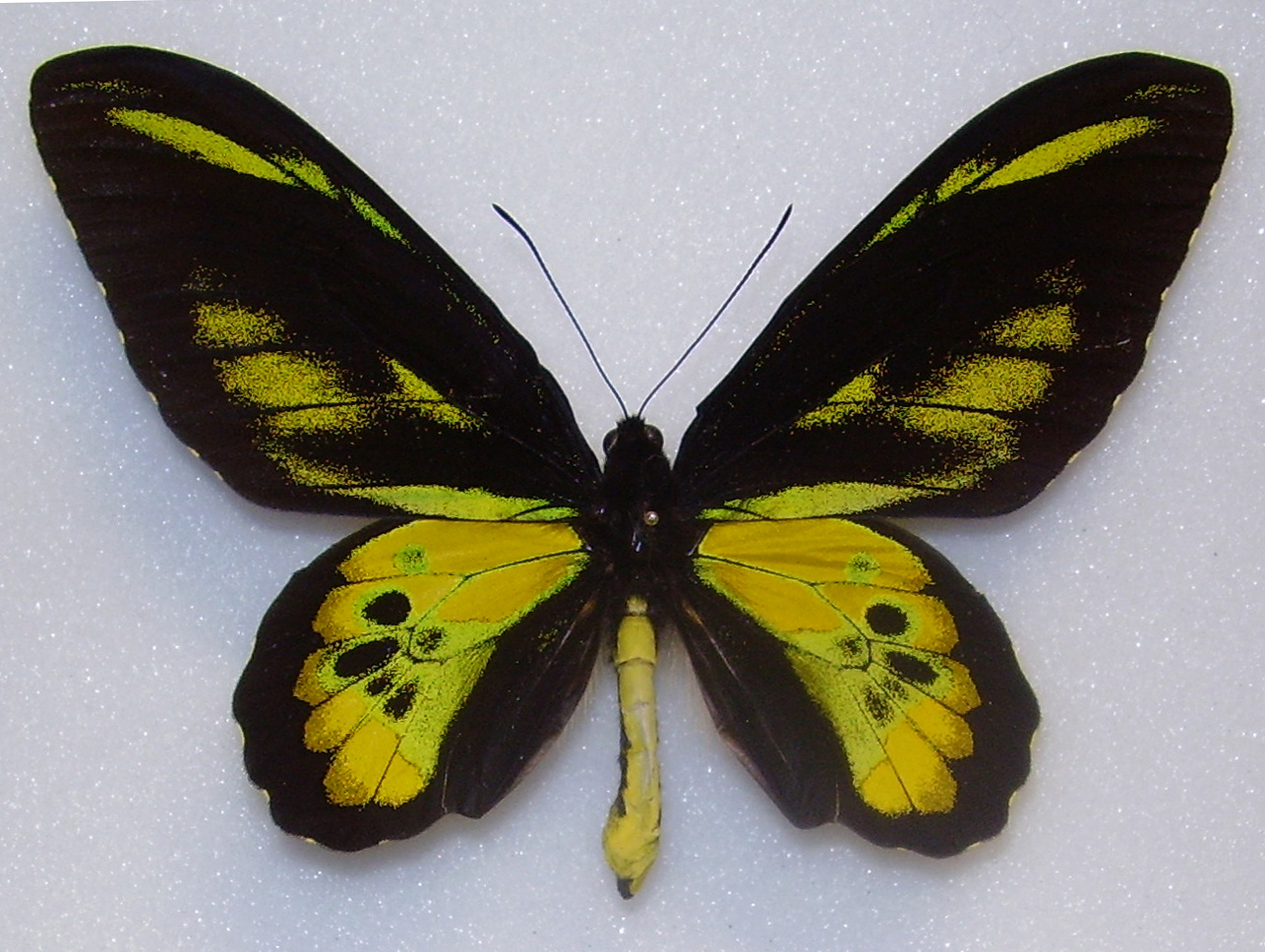
Ornithoptera rothschildi ロスチャイルドトリバネアゲハ♂
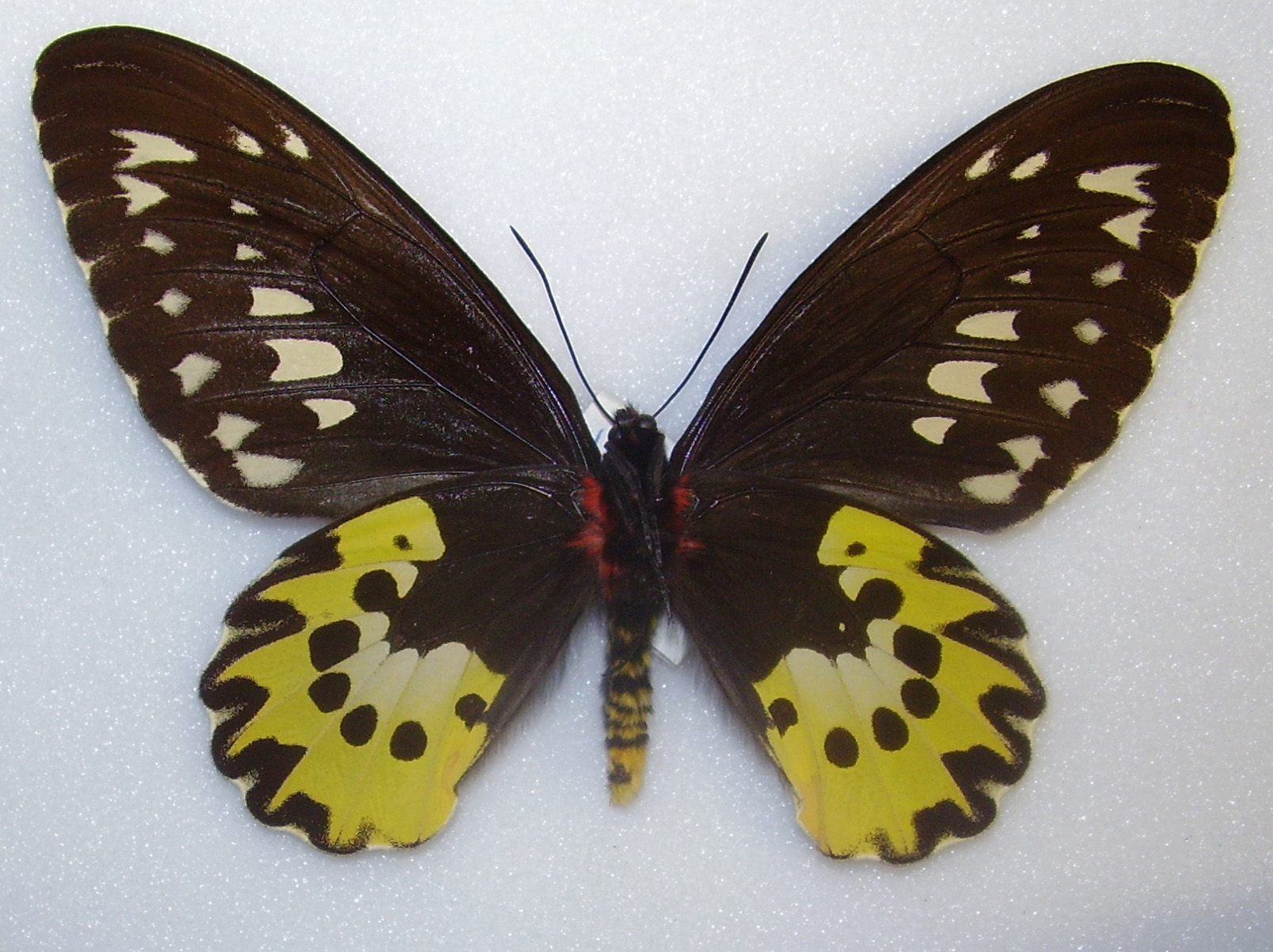
Ornithoptera rothschildi ロスチャイルドトリバネアゲハ♀
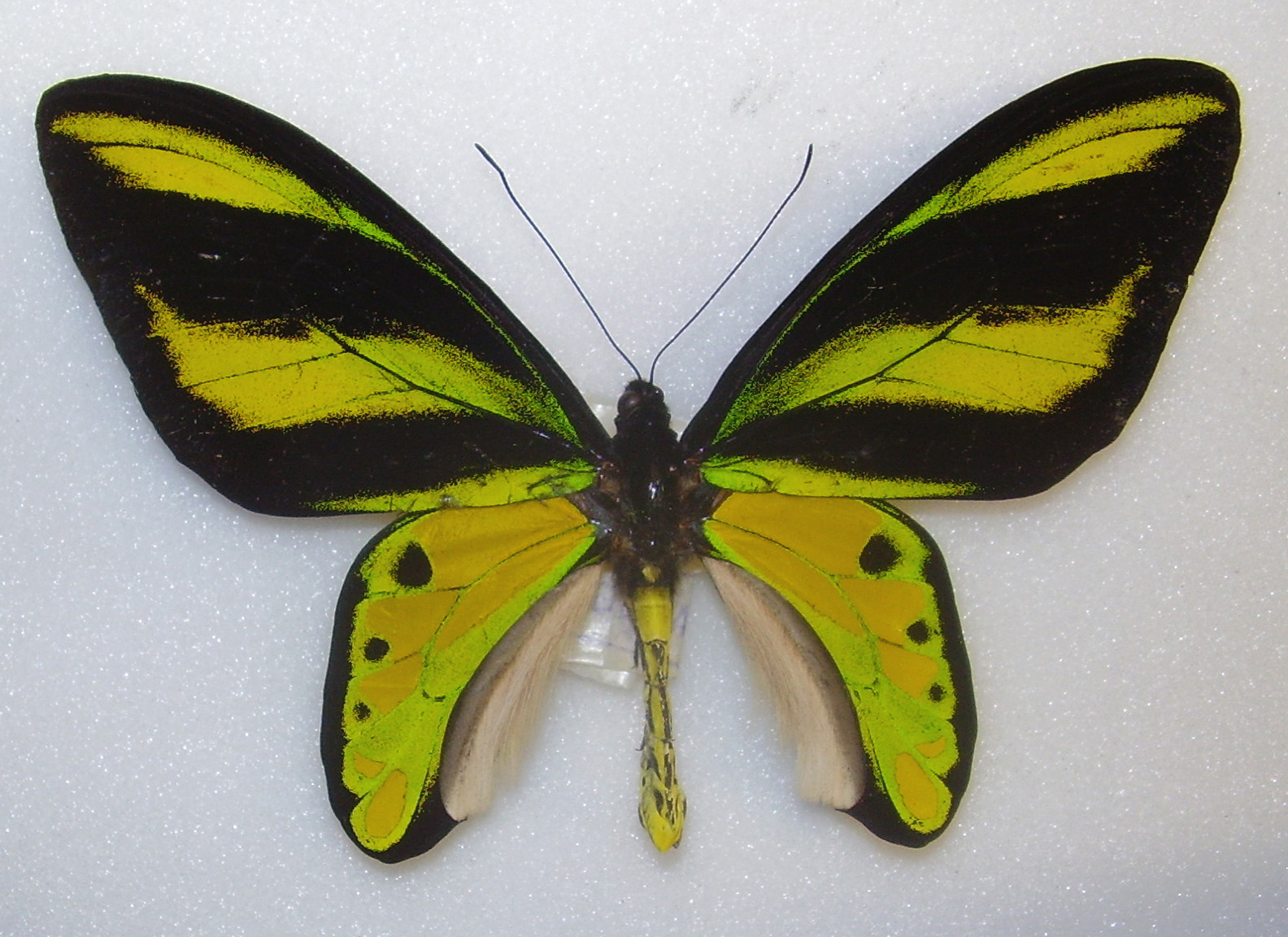
Ornithoptera tithonus チトヌストリバネアゲハ♂
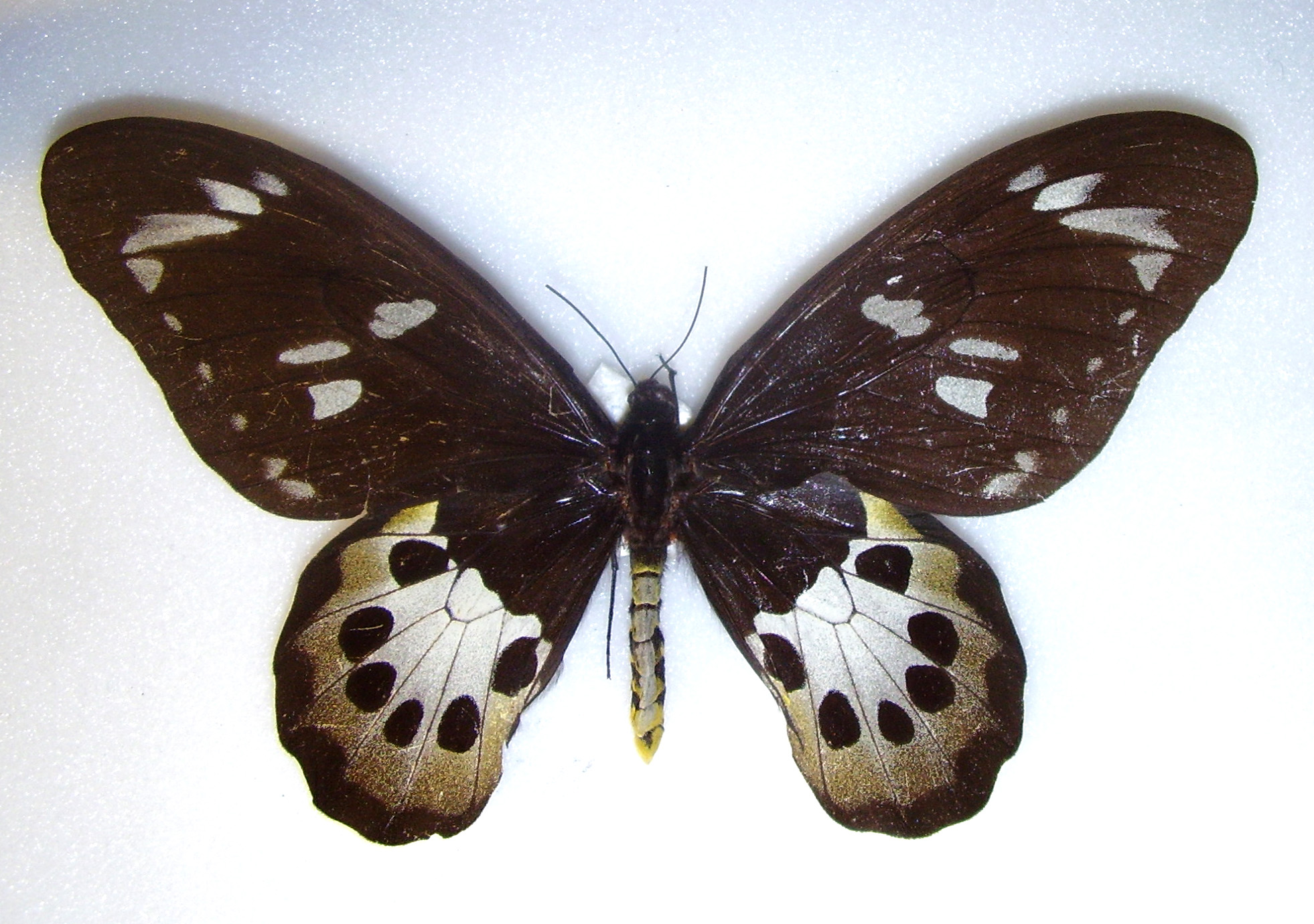
Ornithoptera tithonus チトヌストリバネアゲハ♀
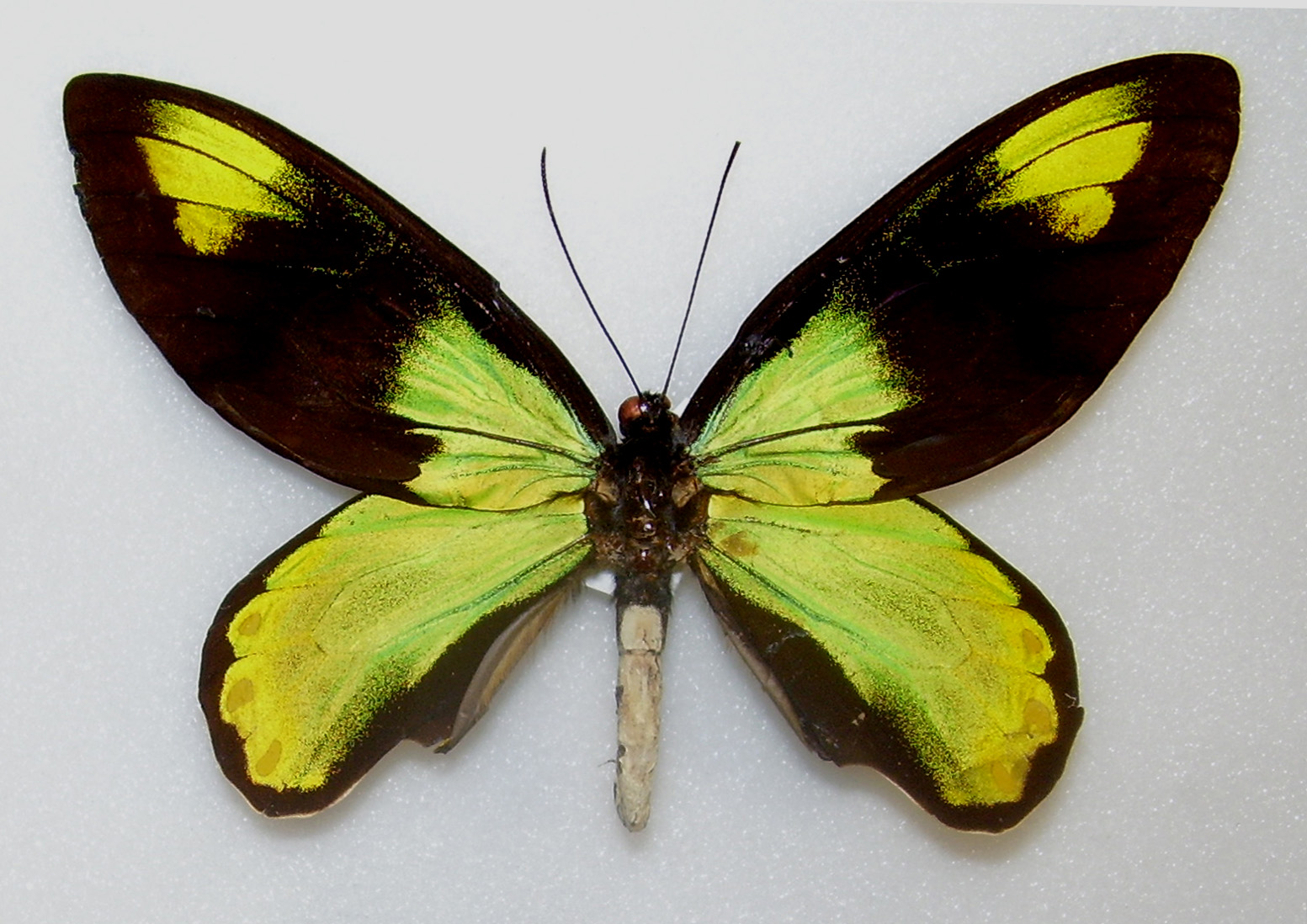
Ornithoptera victoriae ビクトリアトリバネアゲハ♂

- アカエリトリバネアゲハ属 Trogonoptera
  - Trogonoptera brookiana - アカエリトリバネアゲハ
  - Trogonoptera trojana - パラワンアカエリトリバネアゲハ

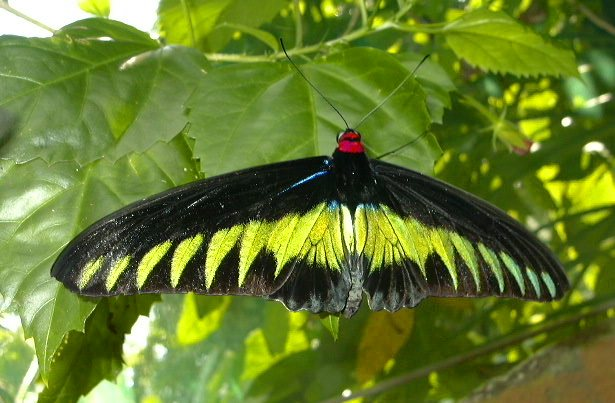
Trogonoptera brookiana アカエリトリバネアゲハ

- キシタアゲハ属 Troides
  - サビモンキシタアゲハ亜属 Ripponia
    - Troides hypolitus - サビモンキシタアゲハ

  - キシタアゲハ亜属 Troides
    - キシタアゲハ種群 species group aeacus
      - Troides aeacus - キシタアゲハ (タイワンキシタアゲハ)
      - Troides dohertyi - タラウドキシタアゲハ
      - Troides magellanus - コウトウキシタアゲハ
      - Troides minos - ミノスキシタアゲハ (インドキシタアゲハ)
      - Troides plateni - プラテニィキシタアゲハ
      - Troides prattorum - ブルキシタアゲハ
      - Troides rhadamantus - フィリピンキシタアゲハ

    - アンフリサスキシタアゲハ種群 species group amphrysus
      - Troides amphrysus - アンフリサスキシタアゲハ
      - Troides andromache - ボルネオキシタアゲハ
      - Troides cuneifera - クサビモンキシタアゲハ
      - Troides miranda - ミランダキシタアゲハ

    - ハリフロンキシタアゲハ種群 species group haliphron
      - Troides criton - クリトンキシタアゲハ
      - Troides darsius - セイロンキシタアゲハ
      - Troides haliphron - ハリフロンキシタアゲハ
      - Troides plato - チモールキシタアゲハ
      - Troides riedeli - タニンバルキシタアゲハ
      - Troides staudingeri - スタウディンガーキシタアゲハ
      - Troides vandepolli - ネグロキシタアゲハ (バンデポールキシタアゲハ)

    - ヘレナキシタアゲハ種群 species group helena
      - Troides helena - ヘレナキシタアゲハ
      - Troides oblongomaculatus - パプアキシタアゲハ

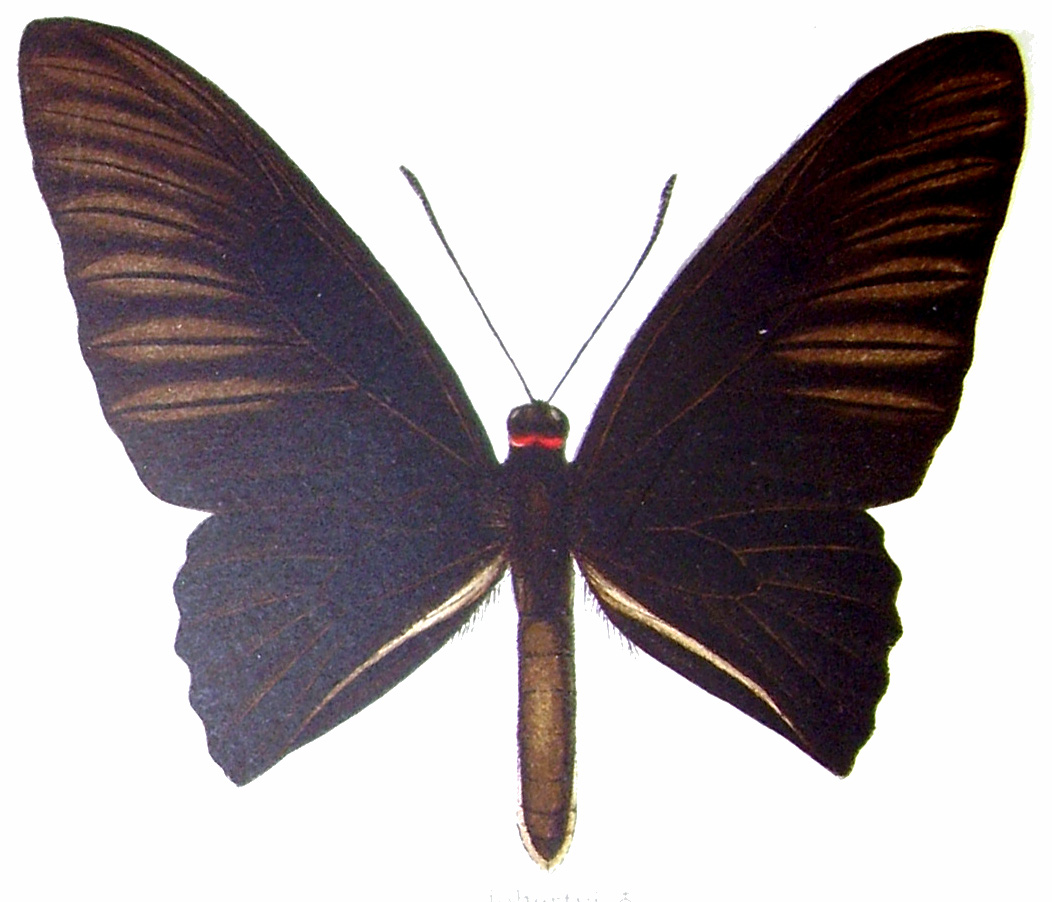
Troides dohertyi ♂ タラウドキシタアゲハ
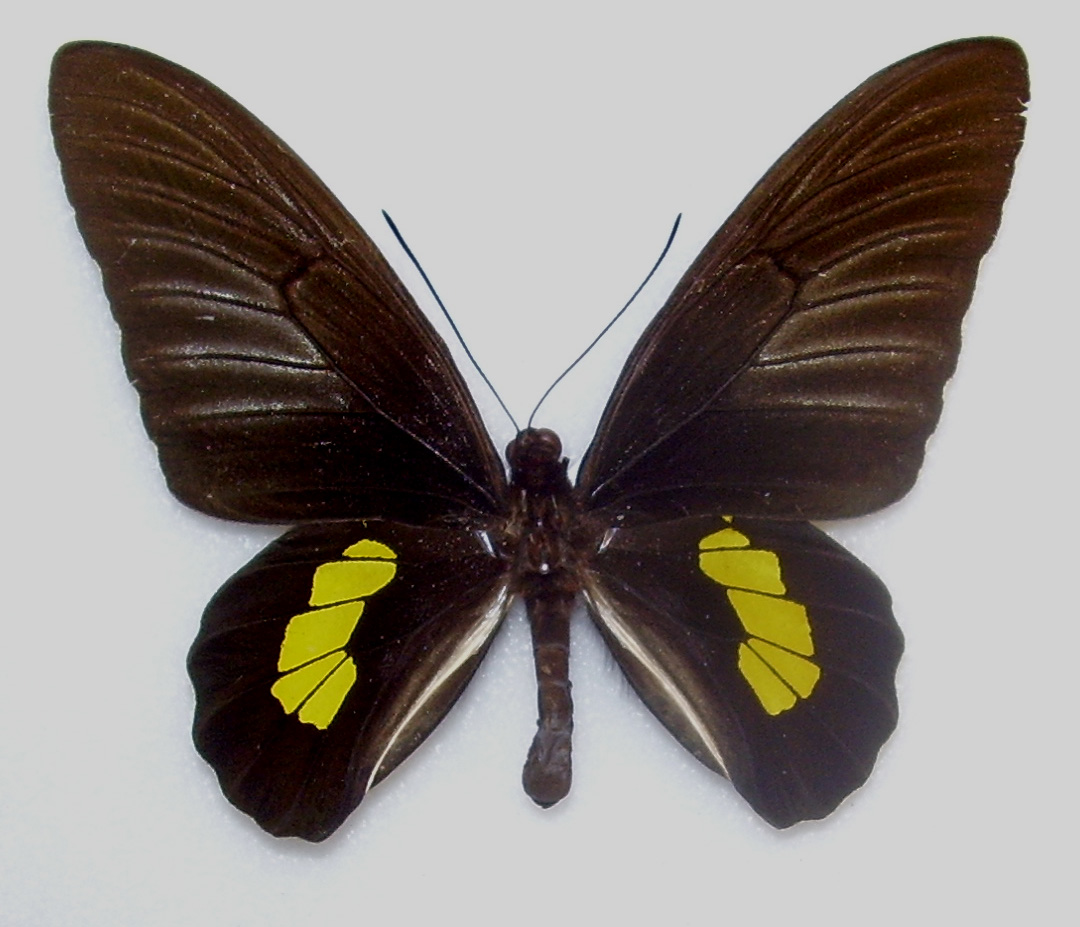
Troides haliphron ♂ ハリフロンキシタアゲハ
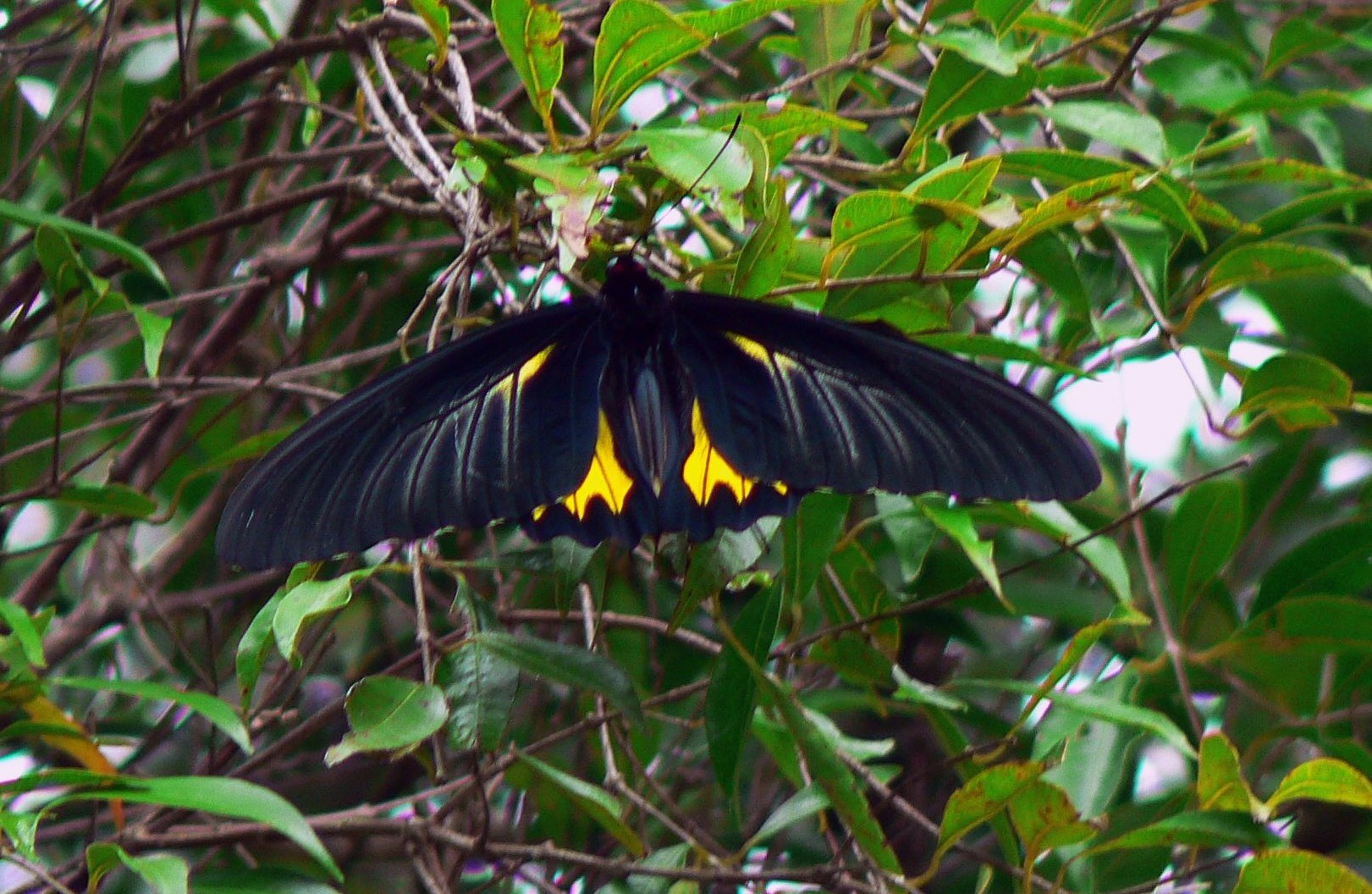
Troides minos ミノスキシタアゲハ
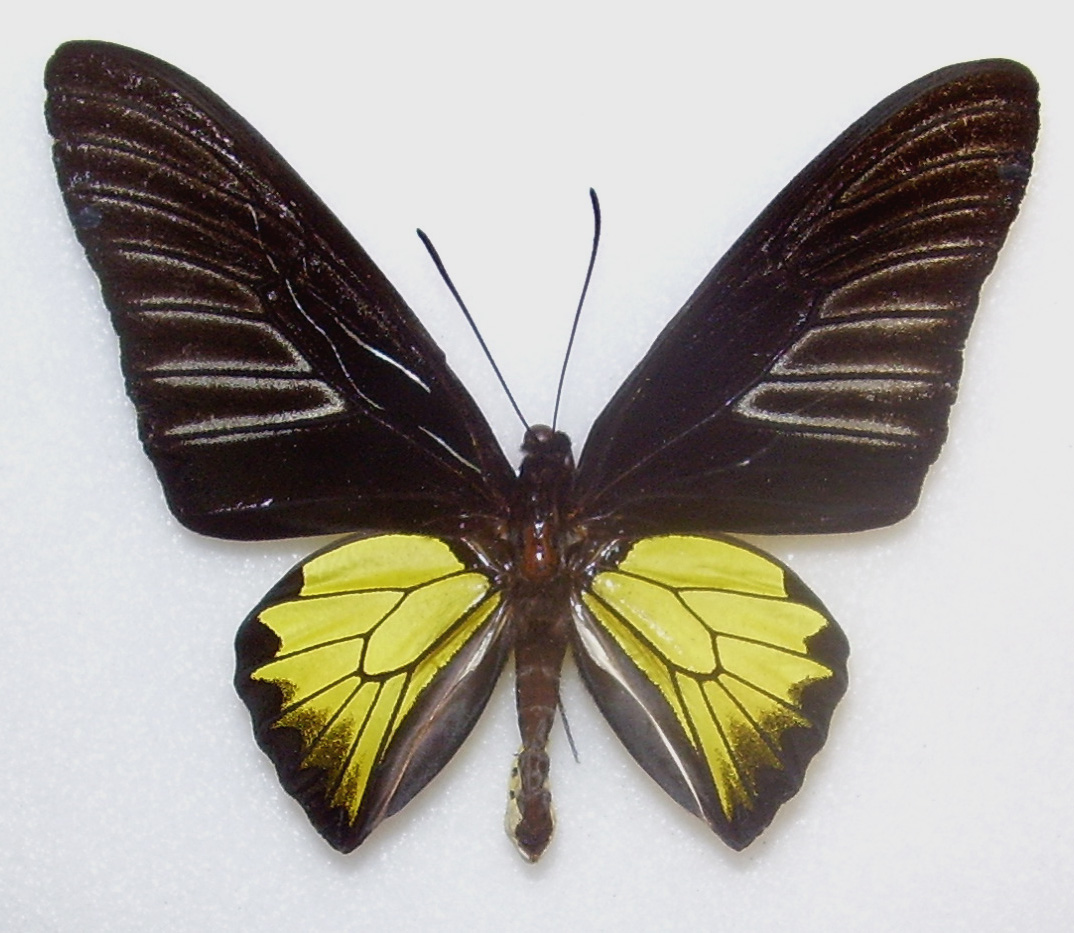
Troides rhadamantus フィリピンキシタアゲハ
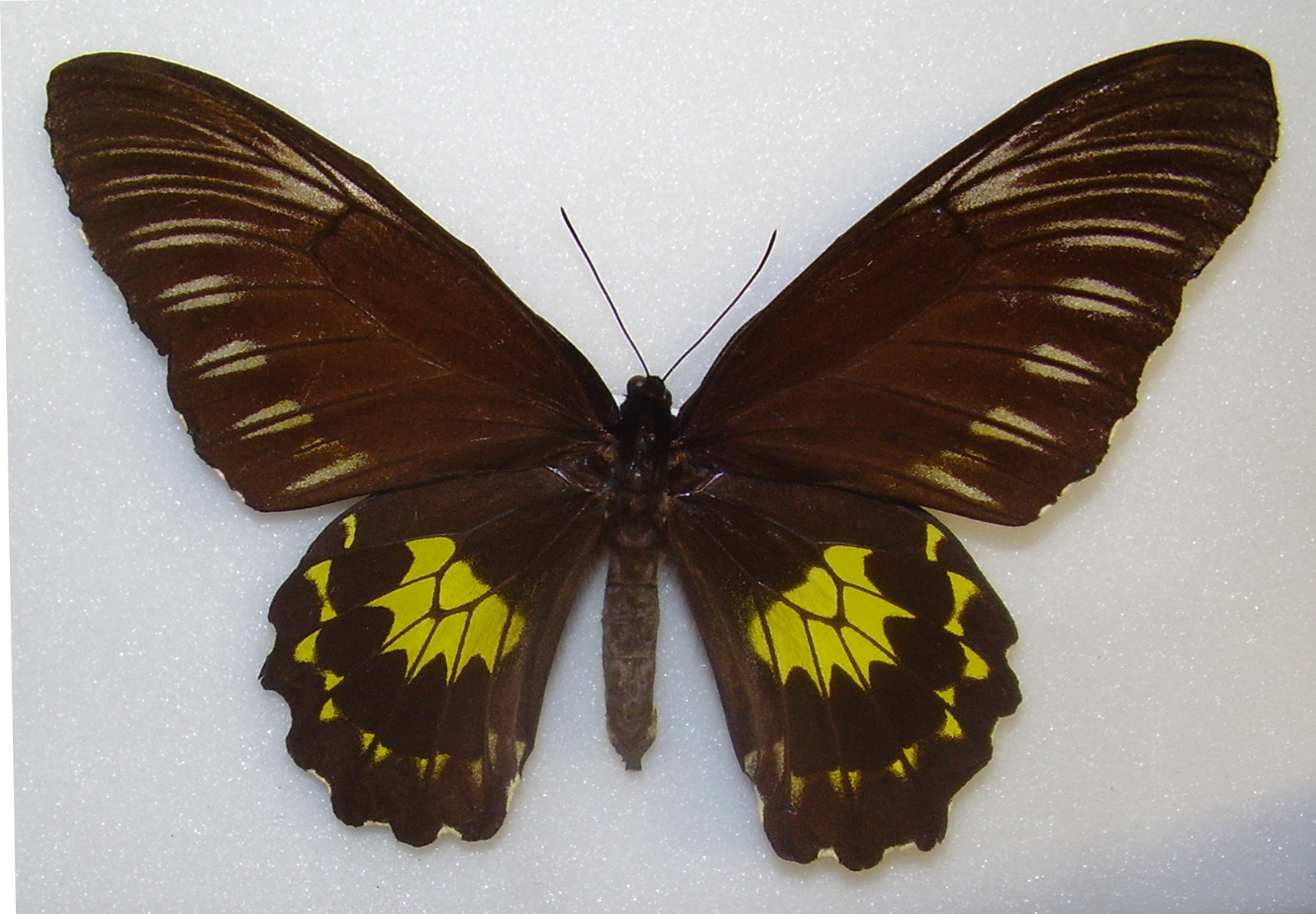
Troides miranda ♀ ミランダキシタアゲハ
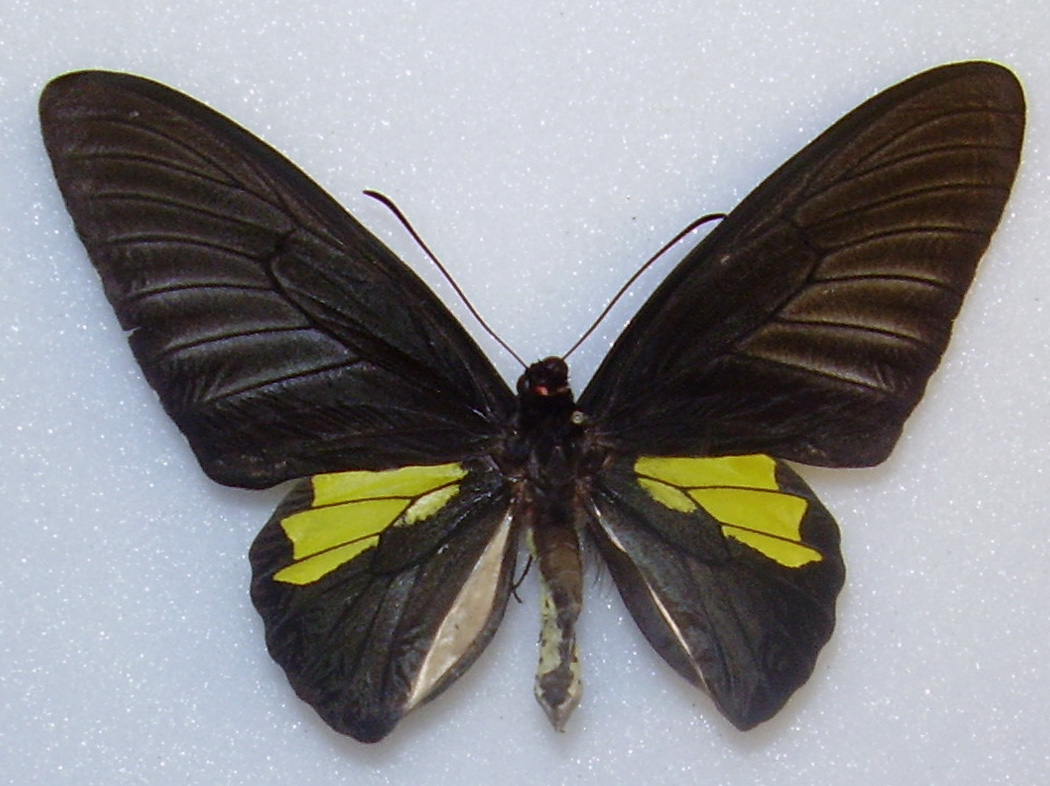
Troides plateni プラテニィキシタアゲハ
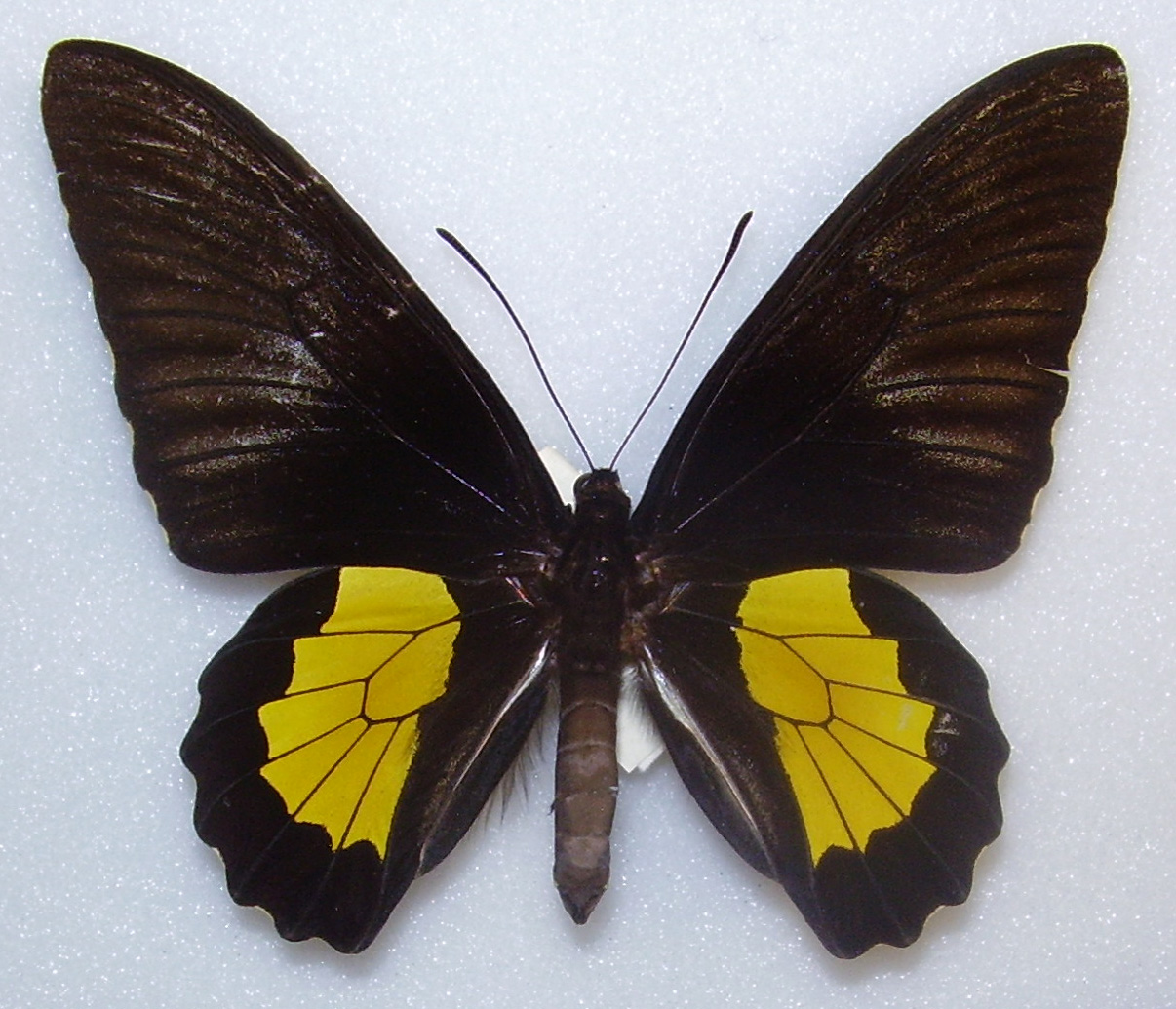
Troides plato チモールキシタアゲハ
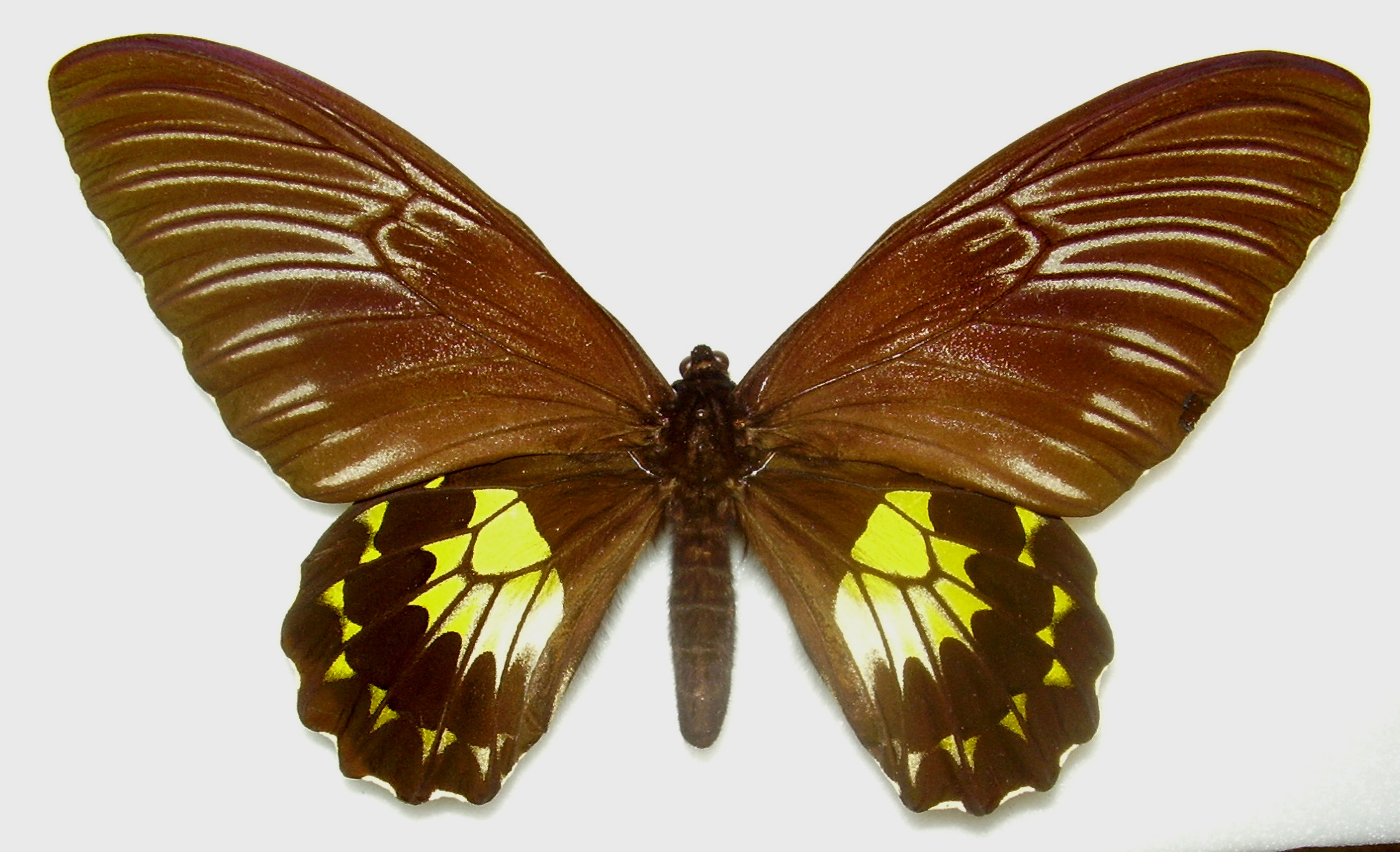
Troides vandepolli ネグロキシタアゲハ

### 種間雑種
- Ornithoptera akakeae - ロスチャイルドトリバネアゲハとメガネトリバネアゲハ（ポセイドン亜種） O. priamus poseidon の種間雑種
- Ornithoptera allotei - ブーゲンビルトリバネアゲハ (アロッティトリバネアゲハ)。ビクトリアトリバネアゲハとメガネトリバネアゲハ（ウルビレヌス亜種） O. priamus urvilleanus の種間雑種
- Troides mixtum - ブルキシタアゲハとパプアキシタアゲハの種間雑種